# Skifergrå hejre
Skifergrå hejre (latin: Egretta vinaceigula) er en fugl i hejrefamilien.
Egretta vinaceigula lever i sumpe og rørskove i det sydlige centrale Afrika. De største bestande findes i Zambia og Botswana. I Zambia er der måske 500 til 1.000, der hovedsageligt findes i Liuwa-Plain-Nationalpark og Bangweulusøen, der er dog ingen bekræftede yngletilfælde i disse områder. I det nordlige Botswana er der formentlig over 2.000 fugle, hovedsageligt i nærheden af Okavangodeltaet og Cuandofloden. I dette område er der mindst 10 kendte ynglekolonier. Denne bestand strækker sig ind i det nordlige Namibia med anslået 300 fugle på Cuandoflodsletten og i Caprivi-striben. Der er en enkelt bekræftet rapport om et mislykket yngleforsøg i Nylsvley naturreservat i Limpopoprovinsen i Sydafrika. Den skifergrå hejre lever mere nomadisk uden for yngletiden, og er blevet registreret i DR Congo, Zimbabwe og sjældent i det nordlige Sydafrika. I Mozambique er tilstedeværelsen i Zambezideltaet ikke officielt bekræftet ligesom den kan forekomme i Angola og muligvis Malawi. Skifergrå hejre forekommer næsten altid i mindre grupper, sjældent mere end 100 individer. Den samlede bestand på verdensplan er sandsynligvis i størrelsesordenen 3.000 til 5.000 individer.
IUCN kategoriserer arten som sårbar.